# Bryan Donkin

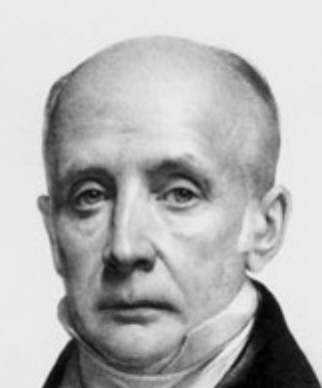
Bryan Donkin

Bryan Donkin (* 22. März 1768 in Sandhoe, Northumberland; † 27. Februar 1855 in London) war ein englischer Ingenieur und Erfinder.
Er war ein gelernter Papiermacher und assistierte 1806 Henry Fourdrinier (1766–1854) seine Papiermaschine zu perfektionieren. Zusammen mit Richard Bacon patentierte er 1813 eine der ersten Rotationsdruckmaschinen. Obgleich die Maschine nicht erfolgreich war, wurde die von ihm erfundene Tintenwalze der Industriestandard. Er verbesserte auch François Nicolas Apperts Erfindung zur Haltbarmachung von Lebensmitteln mit verschlossenen Dosen anstelle von Gläsern und eröffnete 1812 eine Konservenindustrie. 1838 erhielt sein Unternehmen die Unterlagen zum Kugeldrehkocher zur Fertigung, da den Erfindern selbst die finanziellen Mittel fehlten.
Von der Society of Arts erhielt er eine Goldmedaille für die Erfindung einer Zählmaschine und eines Drehzahlmessers.